# No Good (Start the Dance)
No Good (Start the Dance) је осми сингл британског бенда The Prodigy. Прво издање појавило се у облику 12" винил плоче 16. маја 1994. године. То је био други сингл са албума Music for the Jilted Generation и спада у ред најомиљенијих песама рејв и електронске музике.
Оригинални семпл преузет је од Кели Чарлс са сингла You're No Good for Me (1987, London Records LONX153). Лијам Хаулет размишљао је да ли да искористи семпл јер је мислио да је превише поп.
Музички спот чија се радња одиграва у подземном складишту режирао је Волтер Стерн (Walter Stern).

## Списак песама

### XL recordings

#### 12" винил плоча
1. No Good (Start the Dance) (Original Mix) (6:22)
2. No Good (Start the Dance) (Bad for You Mix) (6:52) (remixed by Liam Howlett)
3. No Good (Start the Dance) (CJ Bolland Museum Mix) (5:14)

#### CD сингл
1. No Good (Start the Dance) (Edit)(4:01)
2. No Good (Start the Dance) (Bad For You Mix)(6:52) (remixed by Liam Howlett)
3. No Good (Start the Dance) (CJ Bolland Museum Mix)(5:14)
4. No Good (Start the Dance) (Original Mix)(6:22)

### Sony/Dancepool
1. No Good (Start the Dance) (Edit) (4:01)
2. No Good (Start the Dance) (CJ Bolland's Mix) (5:14)
3. One Love (Jonny L Remix) (5:10)
4. Jericho (Genaside II Remix) (5:45)
5. G-Force (Energy Flow) (5:18)